# Agnieszka Nagay
Agnieszka Nagay z d. Staroń (ur. 20 lutego 1981 w Łodzi) – polska strzelczyni specjalizująca się w strzelaniu z karabinu, mistrzyni Europy, czterokrotna uczestniczka igrzysk olimpijskich.

## Życiorys
Jest brązową medalistką Uniwersjady w 2007 roku w Bangkoku w strzelaniu z karabinu sportowego (50 m, 3 postawy). Czterokrotnie reprezentowała Polskę na igrzyskach olimpijskich – w Atenach (2004) zajęła 11. miejsce w strzelaniu z karabinka pneumatycznego z 10 metrów, w Pekinie (2008) była 25. w karabinie pneumatycznym 10 m (40 strzałów) oraz 11. w strzelaniu z karabinu sportowego (50 m, 3 postawy), zaś w Londynie (2012) zajęła 8. miejsce w strzelaniu z karabinu sportowego (50 m, 3 postawy). Na igrzyskach w 2016 roku w Rio de Janeiro zajęła 16. miejsce w konkurencji karabinu małokalibrowego w trzech postawach z 50 m oraz 29. miejsce w karabinie pneumatycznym z 10 m. Poza tym jest trzykrotną medalistką Mistrzostw Europy w strzelectwie (dwuktronie srebro w drużynie: 2005 r. i 2008 r.; brąz indywidualnie w 2005 r.) oraz multimedalistką w drużynie Wojskowych Mistrzostw Świata (2010 i 2012). W dorobku Nagay jest również kilkadziesiąt medali Mistrzostw Polski.
Jest żołnierzem Sił Powietrznych w stopniu starszego szeregowego.
Jest absolwentką XXV Liceum Ogólnokształcącgo w Łodzi i doktorem biologii – pracę doktorską obroniła na Uniwersytecie Łódzkim.

## Igrzyska olimpijskie
| Igrzyska | Miejscowość    | Konkurencja                               | Kwalifikacje | Kwalifikacje | Finał                   | Finał                   |
| Igrzyska | Miejscowość    | Konkurencja                               | Wynik        | Pozycja      | Wynik                   | Pozycja                 |
| -------- | -------------- | ----------------------------------------- | ------------ | ------------ | ----------------------- | ----------------------- |
| IO 2004  | Ateny          | Karabin pneumatyczny, 10 m                | 394          | 14.          | Nie zakwalifikowała się | Nie zakwalifikowała się |
| IO 2008  | Pekin          | Karabin pneumatyczny, 10 m                | 393          | 25.          | Nie zakwalifikowała się | Nie zakwalifikowała się |
| IO 2008  | Pekin          | Karabin małokalibrowy, trzy pozycje, 50 m | 581          | 11.          | Nie zakwalifikowała się | Nie zakwalifikowała się |
| IO 2012  | Londyn         | Karabin małokalibrowy, trzy pozycje, 50 m | 584          | 5. Q         | 678,2                   | 8.                      |
| IO 2016  | Rio de Janeiro | Karabin pneumatyczny, 10 m                | 412,8        | 29.          | Nie zakwalifikowała się | Nie zakwalifikowała się |
| IO 2016  | Rio de Janeiro | Karabin małokalibrowy, trzy pozycje, 50 m | 578          | 16.          | Nie zakwalifikowała się | Nie zakwalifikowała się |